# 艾氏樹蛙
是树蛙科原指樹蛙屬的一种，其主要栖息于台湾以及日本八重山群島中、低海拔、气候湿润的森林或热带湿润山地森林（Montane forests）。艾氏树蛙当下面临着栖息地破坏的威胁。

## 習性
艾氏樹蛙屬於樹棲性，繁殖期（一月至八月間）時躲在竹筒或樹洞內，並會在洞內交配並產卵，雄蛙及雌蛙都有有護幼的天性，會對交配後所產下的卵予以保護，雌蛙會產下未受精的卵做為蝌蚪的食物。

## 特徵
體型屬小至中型，雄蛙會發出清脆並簡短，且有規律的「嗶～嗶」單音，外表特徵如下：
- 腹部為白色。
- 體色多變，通常以褐色為主，有些為淺褐色或綠色[4]。
- 背上有X型或H型的斑紋。
- 四肢外側都有白色顆粒型突出。

## 保护
本种于2023年被收录入《有重要生态、科学、社会价值的陆生野生动物名录》。